# Drake Wuertz
Drake Wuertz (Indianapolis, 10 settembre 1984) è un ex wrestler ed ex arbitro di wrestling statunitense.

## Personaggio

### Mosse finali
- Back double underhook piledriver
- Death valley powerbomb

### Soprannomi
- "Psycho Shooter"

### Musiche d'ingresso
- Insane in the Brain dei Cipress Hill
- Whatever dei Godsmack

## Titoli e riconoscimenti
- Absolute Intense Wrestling
  - AIW Absolute Championship (1)
- All Pro Wrestling
  - APW Worldwide Internet Championship (1)[1]
- Anarchy Championship Wrestling
  - ACW Tag Team Championship (1)[2] – con Ian Rotten
- Coliseum Championship Wrestling
  - CCW Tag Team Championship (2) – con Dustin Lee (1) e con JC Bailey (1)
- Combat Zone Wrestling
  - CZW World Heavyweight Championship (1)[3]
  - CZW World Tag Team Championship (1) – con Eddie Kingston
  - CZW World Junior Heavyweight Championship (1)
  - CZW Ultraviolent Underground Championship (2)[4]
- Full Throttle Wrestling
  - FTW Tag Team Championship (1)[5] – con Dustin Lee
- Independent Wrestling Association Mid-South
  - IWA Mid-South Deathmatch Championship (1)[6]
- Insanity Pro Wrestling
  - IPW Grand Championship (1)[7]
  - IPW Jr. Heavyweight Championship (1)
  - IPW World Heavyweight Championship (1)[8]
- Mad Pro Wrestling
  - MPW Heavyweight Championship (2)[9]
- Pro Wrestling Bushido
  - Pro Wrestling Bushido TV Championship (1)[10]
- Pro Wrestling Illustrated
  - 145° tra i 500 migliori wrestler singoli nella PWI 500 (2013)[11]
- Supreme Pro Wrestling
  - SPW Heavyweight Championship (1)[12]